# Melasina stelitis
Melasina stelitis är en fjärilsart som beskrevs av Edward Meyrick 1908. Melasina stelitis ingår i släktet Melasina och familjen säckspinnare. Inga underarter finns listade i Catalogue of Life.